# アレックス・バジェホ
アレックス・バジェホ（Álex Vallejo, 1991年1月16日 - ）は、スペイン・ビトリア＝ガステイス出身のサッカー選手。ポジションはミッドフィールダー。

## 経歴
デポルティーボ・アラベスの下部組織出身であるが、出場機会は限定されていたため、2012年1月25日にセスタン・リーベル・クルブに期限付き移籍した。8月2日にはRCDマジョルカのBチームに加入した。
2017年7月2日、コルドバCFと2年契約を結んだ。契約満了後、2019年8月5日にはCFフエンラブラダに単年契約で加入したが、2020年1月31日には契約を解除している。
2020年10月18日、ハダースフィールド・タウンFCと2020-21シーズン終了までの契約を結んだ。
2022年、ドクサ・カトコピアスFCに移籍した。
2023年1月26日、スタル・ミエレツに移籍した。